# Juan Romualdo Navarro
Juan Romualdo Navarro (febrero de 1724, Quito - 28 de abril de 1787 en un barco en el Océano Atlántico) Fue un destacado oidor de la Real Audiencia de Quito. También fungió esa cargo en Santafé de Bogotá y Guadalajara.

## Reseña biográfica
Su padre se llamaba Juan Casimiro Navarro Sanz del Río y Murillo, y había sido el alcalde ordinario de Quito durante dos años, desde 1742 hasta 1743. Su madre fue Francisca Martínez de Monteserín, igualmente de la ciudad de Quito.
Sus estudios los cursó en esa ciudad, dentro del Seminario de San Luis y también derecho en el Colegio de San Fernando. Por último también fue doctor en Cánones en la Universidad Jesuita de San Xavier en Santafé.
Fue nombrado magistrado local de Guayaquil en 1744 y trabajó activamente para mejorar la ciudad. Logró ser oidor supernumerario de la Audiencia de Quito tras pagar un total de 20.000 pesos el 13 de junio de 1748, pagó 20.000 pesos por el nombramiento. Anteriormente había intentado ser corregidor de Cuenca pero al surgir esta oportunidad, canceló su compra previa por 3.300 pesos.
Fue clave en su rol como oidor para apaciguar a la gente que se quejaba por las reformas impulsadas por el virrey en la llamada revolución de los estancos. El descontento era doble, por un lado las élites buscaban terminar con el monopolio del aguardiente, por otro, el pueblo quería cambiar las medidas impositivas conocidas como los estancos. En medio de este caos, Juan Romualdo destacó en su trato con la gente ya que por su procedencia, al ser un criollo nacido en ese país tenía contacto y apertura con la gente en un nivel mayor del que gozaban otros oidores que procedían de otras regiones del imperio español. La rebelión sería apaciguada por Navarro gracias a que junto con el Conde de Selva Florida aparecerían públicamente frente a la gente ratificando la promesa de que las reformas serían revertidas. Según testimonio de Navarro, la cantidad de gente bordeaba cerca de los ocho mil en número y estaban armados con lanzas, palos y piedras. En medio de este caos, Navarro también prometió el perdón en nombre del rey. Esto ayudó a que se disperse la mayor parte de la gente.
Todo esto logró gracias al apoyo jesuita para poder también controlar a la gente. Esto ocurrió en 1765. Diez años más tarde fue trasladado a Santafé como oidor para sustituir a Luis de Carrillo de Mendoza quien había muerto. Tres años más tarde fue nombrado oidor de la Audiencia de Guadalajara, para reemplazar a Juan Antonio Mon y Velarde. En la etapa final de su vida se terminaría jubilando en 1783. Murió cuatro años más tarde cuando viajaba de Cádiz a Callao.

## Obra
Durante sus años trabajando en la Audiencia de Quito, desde 1761 a 1764, Navarro escribió Idea del Reino de Quito. Fue un libro muy importante ya que refleja una identidad definida como habitante de ese territorio. Tenía muchas observaciones comerciales, y marítimas donde destacaba el puerto de Guayaquil, tal vez influenciado por su padre quien había sido comerciante ahí. Su libro se publicó en Tuscan.